# Tandy 3000
Tandy 3000 — IBM-PC-совместимый персональный компьютер. корпорации Tandy, реализовывашийся в середине 1980-х годов в розничной сети Radio Shack.
Выпущен в 1985 году на базе микропроцессора Intel 80286 частотой 8 МГц (опционально с сопроцессором Intel 80287), работал под управлением MS-DOS. В качестве встроенного программного обеспечения использовался Phoenix BIOS, а для аналога Windows была специально была разработана среда DeskMate.
Выпускался в нескольких конфигурациях, например HL и HD, отличающиеся количеством дисководов, ёмкостью жёсткого диска и объёмом оперативной памяти.
Впоследствии в каталогах и печатных СМИ рекламировались Tandy 4000 и Tandy 5000 (оба на базе процессора Intel 80386), также ещё в 1985 публиковались сведения о Tandy 6000 (или Xenix Tandy 16).